# بایندر (زنجان)
بایندر (زنجان)، روستایی از توابع بخش مرکزی شهرستان زنجان در استان زنجان ایران است.
زمین‌شناسی سازند بایندر = این سازند از اسم این روستا گرفته شده‌است و برش الگو این سازند در نزدیکی این روستا واقع شده‌است و قسمت عمده این سازند از شیل و ماسه سنگ می‌باشد که متعلق به دوران اول زمین‌شناسی مربوط به پالئوزویک می‌باشد.

## جمعیت
این روستا در دهستان معجزات قرار دارد و براساس سرشماری مرکز آمار ایران در سال ۱۳۸۵، جمعیت آن ۲۵ نفر (۷خانوار) بوده‌است.